# Нетечинецька сільська рада
Нетечине́цька сільська́ ра́да — адміністративно-територіальна одиниця та орган місцевого самоврядування в Віньковецькому районі Хмельницької області. Адміністративний центр — село Нетечинці.

## Загальні відомості
Нетечинецька сільська рада утворена в 1923 році.
- Територія ради: 39,672 км²
- Населення ради: 1 342 особи (станом на 2001 рік)

## Населені пункти
Сільській раді підпорядковані населені пункти:
- с. Нетечинці
- с. Дружба
- с. Славута

## Склад ради
Рада складається з 16 депутатів та голови.
- Голова ради: Коваль Людмила Дмитрівна
- Секретар ради: Коваль Неоніла Филимонівна

### Керівний склад попередніх скликань
| Прізвище, ім'я, по батькові | Основні відомості                                                         | Дата обрання | Дата звільнення |
| --------------------------- | ------------------------------------------------------------------------- | ------------ | --------------- |
| Хрін Лариса Олександрівна   | Сільський голова, 1960 року народження, позапартійна                      | 26.03.2006   | 31.10.2010      |
| Марисик Микола Іванович     | Сільський голова, 1957 року народження, освіта вища, член Партії регіонів | 31.10.2010   |                 |

Примітка: таблиця складена за даними сайту Верховної Ради України

### Депутати
За результатами місцевих виборів 2010 року депутатами ради стали:

#### За суб'єктами висування
| Суб'єкт висування | Кількість обраних депутатів | %    |
| ----------------- | --------------------------- | ---- |
| Партія регіонів   | 11                          | 68,8 |
| Народна партія    | 3                           | 18,8 |
| Самовисування     | 2                           | 12,5 |

#### За округами
| № округу        | Прізвище, ім'я, по батькові      | Дата визнання обраним | Освіта             | Партійна приналежність                        | Відомості про обраного депутата                 |
| --------------- | -------------------------------- | --------------------- | ------------------ | --------------------------------------------- | ----------------------------------------------- |
| Народна Партія  |                                  |                       |                    |                                               |                                                 |
| 10              | Швець Людмила Петрівна           | 02.11.2010            | вища               | член Народної партії                          | Нетечинецька сільська рада, технічний працівник |
| 11              | Рябенька Тетяна Василівна        | 02.11.2010            | середня спеціальна | член Народної партії                          | Нетечинецьке відділення зв'язку, начальник      |
| 16              | Селезьов Семон Іванович          | 02.11.2010            | середня            | член Народної партії                          | тимчасово не працює                             |
| Партія регіонів |                                  |                       |                    |                                               |                                                 |
| 1               | Чикунда Валентина Андріївна      | 02.11.2010            | вища               | член Партії регіонів                          | Нетечинецька загальноосвітня школа, вчитель     |
| 2               | Коваль Неоніла Филимонівна       | 02.11.2010            | середня спеціальна | позапартійна                                  | Нетечинці сільська рада, секретар               |
| 3               | Коваль Наталія Іванівна          | 02.11.2010            | вища               | член Партії регіонів                          | Нетечинецька загальноосвітня школа, директор    |
| 4               | Седзюх Валентина Михайлівна      | 02.11.2010            | вища               | член Партії регіонів                          | Нетечинецька загальноосвітня школа, вчитель     |
| 5               | Курманський Яків Васильвич       | 02.11.2010            | середня            | член Партії регіонів                          | пенсіонер                                       |
| 6               | Мельник Василь Миколайович       | 02.11.2010            | середня спеціальна | член Партії регіонів                          | приватний підприємець                           |
| 7               | Цибульський Сергій Володимирович | 02.11.2010            | середня спеціальна | член Партії регіонів                          | приватний підприємець                           |
| 9               | Прісняк Віктор Леонідович        | 02.11.2010            | середня            | член Партії регіонів                          | тимчасово не працює                             |
| 13              | Шуляков Григорій Аркадійович     | 02.11.2010            | середня спеціальна | член Партії регіонів                          | приватний підприємець                           |
| 14              | Вертібенко Віктор Олександрович  | 02.11.2010            | вища               | член Партії регіонів                          | Нетечинецька сільська рада, землевпорядник      |
| 15              | Ровенська Галина Володимирівна   | 02.11.2010            | середня            | член Партії регіонів                          | тимчасово не працює                             |
| Самовисування   |                                  |                       |                    |                                               |                                                 |
| 8               | Мельник Павло Степанович         | 02.11.2010            | середня            | член Всеукраїнського об'єднання «Батьківщина» | тимчасово не працює                             |
| 12              | Боднар Дмитро Леонідович         | 02.11.2010            | середня            | позапартійний                                 | тимчасово не працює                             |